# Дискретный выбор
Модели дискретного выбора — экономические (эконометрические) модели, позволяющие описывать, объяснять и прогнозировать выбор между, двумя или более альтернативами (то есть когда множество альтернатив не более чем счетно). Модели дискретного выбора позволяют на основе некоторых характеристик (атрибутов) экономического субъекта или ситуации оценить вероятность выбора той или иной альтернативы.

## Модели бинарного выбора
Модели бинарного выбора описывают выбор между двумя альтернативами. Это формализуется с помощью переменной {\displaystyle y}, принимающей 0 для одной альтернативы и 1 для другой. Для такой переменной математическое ожидание равно вероятности {\displaystyle p} выбора «единицы». Вероятность выбора «нуля» равна {\displaystyle 1-p}.
Пусть {\displaystyle x} — набор факторов, от которых может зависеть выбор. Предполагается, что выбор определяется некоторым неявным механизмом, связанным с тем, превышает или нет некоторая неявная переменная {\displaystyle y^{*}}, зависящая от факторов {\displaystyle x}, некоторое пороговое значение. Без потери общности в качестве порогового значения всегда можно использовать 0. Зависимость неявной переменной от факторов является вероятностной, так как при моделировании выбора выбираются не все возможные факторы, а лишь наиболее существенные, поэтому в модели имеется случайная компонента. Обычно для {\displaystyle y^{*}} предполагается модель линейной регрессии по факторам {\displaystyle x}:
{\displaystyle y^{*}=x^{T}b+\varepsilon }
где {\displaystyle b} — параметры модели (в том числе обязательно константа {\displaystyle b_{0}})
{\displaystyle \varepsilon } — случайная компонента.
Выбор осуществляется следующим образом: если {\displaystyle y^{*}>0} то выбирается альтернатива {\displaystyle y=1}, иначе — {\displaystyle y=0}. Следовательно искомая вероятность {\displaystyle p} равна:
{\displaystyle p=P(y^{*}>0)=P(x^{T}b+\varepsilon >0)=P(\varepsilon >-x^{T}b)=1-P(\varepsilon <-x^{T}b)=1-F(-x^{T}b)}
где {\displaystyle F} — функция распределения случайной компоненты {\displaystyle \varepsilon }.
При этом функция распределения может быть определена с точностью до некоторых неизвестных параметров {\displaystyle \theta }, которые тоже подлежат оценке на основе статистических данных вместе с параметрами {\displaystyle b}. Если распределение симметричное, то есть {\displaystyle 1-F(-z)=F(z)}, то модель бинарного выбора принимает вид:
{\displaystyle p=F(x^{T}b)}
В качестве функций распределения чаще всего используются нормальное распределение (пробит-модель) или логистическое распределение (логит-модель).

## Модели множественного выбора
Во многих случаях приходится иметь дело не с двумя, а с несколькими альтернативами. В таком случае говорят о моделях множественного выбора. Задача этих моделей — оценить вероятности {\displaystyle p_{i}} выбора различных альтернатив ({\displaystyle i=1..k}). В случае, если эти альтернативы можно упорядочить каким-либо образом, то говорят о моделях упорядоченного выбора.